# Bruchophagus salsolae
Bruchophagus salsolae is een vliesvleugelig insect uit de familie Eurytomidae. De wetenschappelijke naam is voor het eerst geldig gepubliceerd in 1978 door Zerova.